# Comuna de Rzgów
Rzgów (polaco: Gmina Rzgów) é uma gminy (comuna) na Polónia, na voivodia de Lodz e no condado de Łódzki wschodni. A sede do condado é a cidade de Rzgów.
De acordo com os censos de 2004, a comuna tem 8950 habitantes, com uma densidade 135,7 hab/km².

## Área
Estende-se por uma área de 65,97 km², incluindo:
- área agricola: 85%
- área florestal: 5%

## Demografia
Dados de 30 de Junho 2004:
|                      | Total   | Total | Mulheres | Mulheres | Homens  | Homens |
| -------------------- | ------- | ----- | -------- | -------- | ------- | ------ |
|                      | pessoas | %     | pessoas  | %        | pessoas | %      |
| População            | 8950    | 100   | 4576     | 51,1     | 4374    | 48,9   |
| Densidade (pop./km²) | 135,7   | 100   | 69,4     | 69,4     | 66,3    | 66,3   |

De acordo com dados de 2002, o rendimento médio per capita ascendia a 1882,74 zł.

## Subdivisões
- Bronisin Dworski, Czyżeminek, Gospodarz, Grodzisko-Konstantyna, Guzew-Babichy, Huta Wiskicka-Tadzin, Kalinko, Kalino, Prawda, Romanów, Stara Gadka, Starowa Góra.

## Comunas vizinhas
- Brójce, Ksawerów, Łódź, Pabianice, Tuszyn